# Google图片搜索

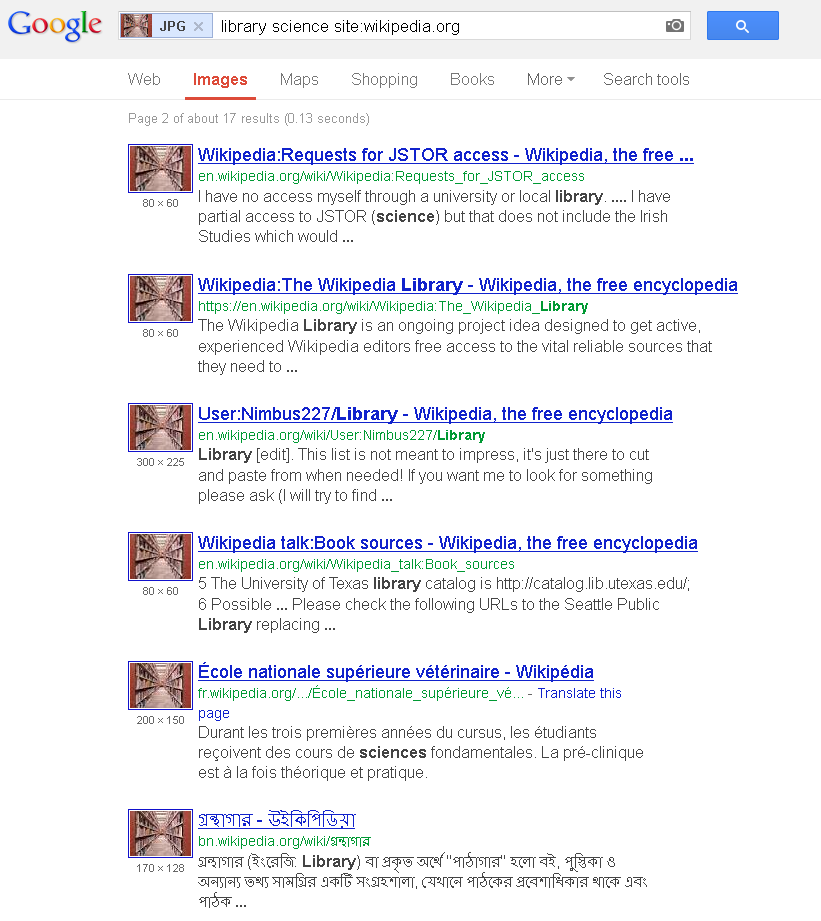
Google圖片搜索的反向圖像搜索功能

Google图片搜索是Google公司於2001年7月推出的图片搜索服務。Google Chrome及Firefox提供擴充功能搜索網絡圖像。
其知名的功能為以圖片搜尋圖片，但因涉入圖片版權爭議，其電腦版介紹頁面已無法使用，改為APP下載使用。目前直接前往Google圖片頁面進行以圖搜圖的動作暫時仍無影響。

## 發展及使用者介面
Google總裁Eric Schmidt表示，Google圖片的建立，是因為他想要看「珍妮弗·洛佩兹的绿色范思哲礼服」。
2001年，Google圖片编入了2.5億张图片。2005年，這一數字增長到了十亿。到了2010年，已可搜索100亿张图片。截至2010年7月，该服务每天被訪問超过一亿次。
2007年早期，Google圖片更新了使用者介面。當滑鼠游標位於縮略圖上時，便會顯示圖片資訊，如解析度、URL等。數周後此功能即被取消。